# Campionat del Món de waterpolo masculí
|  | Aquest article és sobre la competició masculina. Per a la competició femenina, vegeu Campionat del Món de waterpolo femení |

El Campionat del Món de waterpolo (nom oficial en anglès: FINA World Championships) és una competició internacional de waterpolo per a seleccions estatals, que s'organitza cada dos anys, dins del Campionat del Món de natació.

## Historial
| En negreta = Selecció campiona (prò.) = Pròrroga (pen.) = Penals |

| I     | 1973 Detalls | Hongria             | lligueta          | Unió Soviètica | Iugoslàvia          | lligueta        | Itàlia         | Belgrad           |       |
| II    | 1975 Detalls | Unió Soviètica      | lligueta          | Hongria        | Itàlia              | lligueta        | Cuba           | Cali              |       |
| III   | 1978 Detalls | Itàlia              | lligueta          | Hongria        | Iugoslàvia          | lligueta        | Unió Soviètica | Berlín Occidental |       |
| IV    | 1982 Detalls | Unió Soviètica      | lligueta          | Hongria        | Alemanya Occidental | lligueta        | Països Baixos  | Guayaquil         |       |
| V     | 1986 Detalls | Iugoslàvia          | 12–11 (prò.)      | Itàlia         | Unió Soviètica      | 8–6 (prò.)      | Estats Units   | Madrid            |       |
| VI    | 1991 Detalls | Iugoslàvia          | 8–7               | Espanya        | Hongria             | 13–12           | Estats Units   | Perth             | [ 1 ] |
| VII   | 1994 Detalls | Itàlia              | 10–5              | Espanya        | Rússia              | 14–13 (prò.)    | Croàcia        | Roma              | [ 2 ] |
| VIII  | 1998 Detalls | Espanya             | 6–4               | Hongria        | RF Iugoslàvia       | 9–5             | Austràlia      | Perth             | [ 3 ] |
| IX    | 2001 Detalls | Espanya             | 4–2               | RF Iugoslàvia  | Rússia              | 7–6             | Itàlia         | Fukuoka           | [ 4 ] |
| X     | 2003 Detalls | Hongria             | 11–9 (prò.)       | Itàlia         | Sèrbia i Montenegro | 5–3             | Grècia         | Barcelona         |       |
| XI    | 2005 Detalls | Sèrbia i Montenegro | 8–7               | Hongria        | Grècia              | 11–10 (prò.)    | Croàcia        | Montreal          |       |
| XII   | 2007 Detalls | Croàcia             | 9–8 (prò.)        | Hongria        | Espanya             | 9–9 (9–8, pen.) | Sèrbia         | Melbourne         |       |
| XIII  | 2009 Detalls | Sèrbia              | 7–7 (7–6, pen.)   | Espanya        | Croàcia             | 8–6             | Estats Units   | Roma              |       |
| XIV   | 2011 Detalls | Itàlia              | 8–7 (prò.)        | Sèrbia         | Croàcia             | 12–11           | Hongria        | Shanghai          |       |
| XV    | 2013 Detalls | Hongria             | 8–7               | Montenegro     | Croàcia             | 10–8            | Itàlia         | Barcelona         | [ 5 ] |
| XVI   | 2015 Detalls | Sèrbia              | 11–4              | Croàcia        | Grècia              | 7–7 (4–2, pen.) | Itàlia         | Kazan             |       |
| XVII  | 2017 Detalls | Croàcia             | 8–6               | Hongria        | Sèrbia              | 11–8            | Grècia         | Budapest          |       |
| XVIII | 2019 Detalls | Itàlia              | 10–5              | Espanya        | Croàcia             | 10–7            | Hongria        | Gwangju           |       |
| XIX   | 2022 Detalls | Espanya             | 9–9 (6–5, pen.)   | Itàlia         | Grècia              | 9–7             | Croàcia        | Budapest          | [ 6 ] |
| XX    | 2023 Detalls | Hongria             | 10–10 (4–3, pen.) | Grècia         | Espanya             | 9–6             | Sèrbia         | Fukuoka           | [ 7 ] |
| XXI   | 2024 Detalls | Croàcia             | 11–11 (4–2, pen.) | Itàlia         | Espanya             | 14–10           | França         | Doha              | [ 8 ] |

## Medaller

### Per jugador
| Nota. S'Inclouen només els jugadors amb cinc o més medalles Dades actualitzades el febrer de 2024 |

El waterpolista serbi Slobodan Nikić és l'únic que ha guanyat tres medalles d'or al Campionat del Món (2005, 2009, 2015), mentre que els croates Andro Bušlje i Maro Joković han aconseguit set i sis medalles respectivament. Felipe Perrone és el waterpolista de l'Estat espanyol que ha aconseguit més medalles al Campionat del Món, una d'or (2022), dos d'argent (2009, 2019) i dos de bronze (2007, 2023).

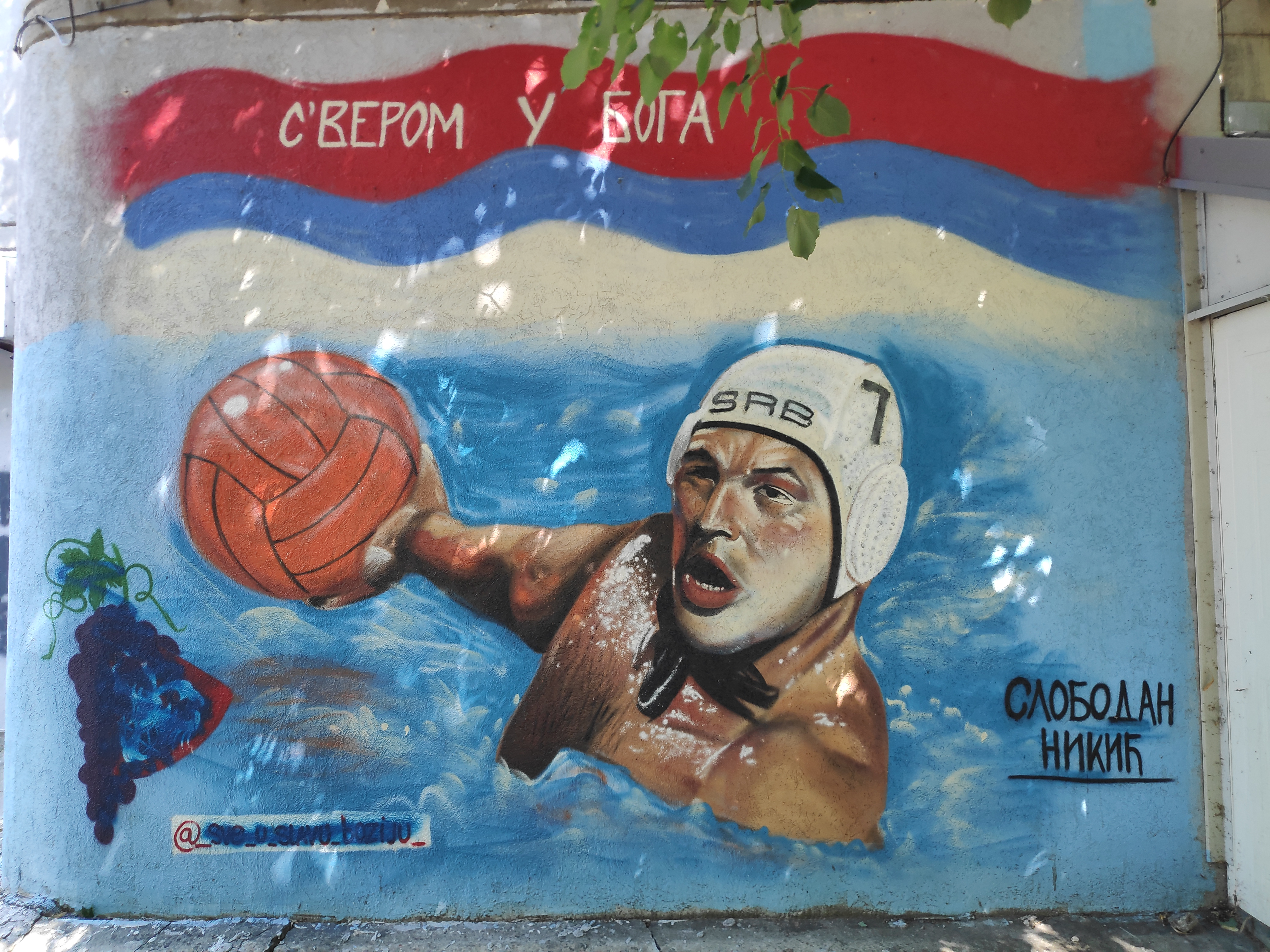
El serbi Slobodan Nikić, guanyador de tres medalles d'or (2005, 2009, 2015), una d'argent (2011) i una de bronze (2003) entre 2003 i 2015.

| # | Jugadora       | Or | Argent | Bronze | Total |
| - | -------------- | -- | ------ | ------ | ----- |
| 1 | Slobodan Nikić | 3  | 1      | 1      | 5     |
| 2 | Andro Bušlje   | 2  | 1      | 4      | 7     |
| 3 | Maro Joković   | 2  | 1      | 3      | 6     |
| 4 | Felipe Perrone | 1  | 2      | 2      | 5     |
| 5 | Maro Joković   | 1  | 1      | 3      | 5     |
| 5 | Sandro Sukno   | 1  | 1      | 3      | 5     |

## Premis individuals
| Edició | Any  | Màxim golejador    | Màxim golejador | Millor jugador      | Millor porter      | refs.  |
| Edició | Any  | Nom                | Gols            | Nom                 | Nom                | refs.  |
| ------ | ---- | ------------------ | --------------- | ------------------- | ------------------ | ------ |
| I      | 1973 | Siniša Belamarić   | 20              | N/D                 | N/D                |        |
| II     | 1975 |                    |                 | N/D                 | N/D                |        |
| III    | 1978 |                    |                 | N/D                 | N/D                |        |
| IV     | 1982 |                    |                 | N/D                 | N/D                |        |
| V      | 1986 | Manel Estiarte     | 28              | N/D                 | N/D                | [ 9 ]  |
| VI     | 1991 |                    |                 | N/D                 | N/D                |        |
| VII    | 1994 | Manel Estiarte     | 25              | N/D                 | N/D                |        |
| VIII   | 1998 | Manel Estiarte     | 17              | N/D                 | N/D                | [ 3 ]  |
| VIII   | 1998 | Tibor Benedek      | 17              | N/D                 | N/D                | [ 3 ]  |
| VIII   | 1998 | Leonardo Sottani   | 17              | N/D                 | N/D                | [ 3 ]  |
| IX     | 2001 | Aleksandar Šapić   | 18              |                     | Jesús Rollán       |        |
| X      | 2003 | Aleksandar Šapić   |                 | Roberto Calcaterra  | Denis Sefik        |        |
| XI     | 2005 | Aleksandar Šapić   | 26              | Aleksandar Šapić    | Alexander Tchigir  |        |
| XII    | 2007 | Anthony Azevedo    | 19              | Guillermo Molina    | Alexander Tchigir  |        |
| XIII   | 2009 | Filip Filipović    | 20              | Vanja Udovičić      | Stefano Tempesti   |        |
| XIV    | 2011 | Cosmin Radu        | 20              | Filip Filipović     | Stefano Tempesti   |        |
| XV     | 2013 | Sandro Sukno       | 20              | Denes Varga         | Viktor Nagy        | [ 5 ]  |
| XV     | 2013 | Aleksandar Ivović  | 20              | Denes Varga         | Viktor Nagy        | [ 5 ]  |
| XVI    | 2015 | Alexandr Axenov    | 22              | Duško Pijetlović    |                    |        |
| XVII   | 2017 | Ioannis Fountoulis | 23              | Márton Vámos        | Viktor Nagy        |        |
| XVIII  | 2019 | Aleksandar Ivović  | 21              | Francesco Di Fulvio | Daniel López       | [ 10 ] |
| XIX    | 2022 | Alexander Bowen    | 21              | Felipe Perrone      | Unai Aguirre       | [ 11 ] |
| XX     | 2023 | Strahinja Rasovic  | 25              | Gergő Zalánki       | Emmanouil Zerdevas | [ 12 ] |
| XXI    | 2024 | Thomas Vernoux     | 26              | Francesco di Fulvio | Marco del Lungo    | [ 13 ] |

### Equip ideal
| Any  | Equip ideal        | Equip ideal          | Equip ideal         | Equip ideal              | Equip ideal        | Equip ideal       | Equip ideal        | refs.  |
| Any  | Porter             | Boia                 | Jugador             | Jugador                  | Jugador            | Jugador           | Jugador            | refs.  |
| ---- | ------------------ | -------------------- | ------------------- | ------------------------ | ------------------ | ----------------- | ------------------ | ------ |
| 2019 | Daniel López       | Roger Tahull         | Francesco di Fulvio | Aleksandar Ivovic        | Maro Jokovic       | Dusan Mandic      | Gergő Zalánki      | [ 10 ] |
| 2022 | Unai Aguirre       | Konstantinos Kakaris | Francesco di Fulvio | Álvaro Granados          | Alexander Bowen    | Strahinja Rasovic | Konstantin Kharkov | [ 11 ] |
| 2023 | Emmanouil Zerdevis | Hannes Daube         | Krisztián Manhercz  | Alexandros Papanastasiou | Felipe Perrone     | Strahinja Rasovic | Gergő Zalánki      | [ 12 ] |
| 2024 | Marco del Lungo    | Konstantinos Kakaris | Francesco di Fulvio | Álvaro Granados          | Konstantin Kharkov | Thomas Vernoux    | Gergő Zalánki      | [ 13 ] |